# 曹贞吉

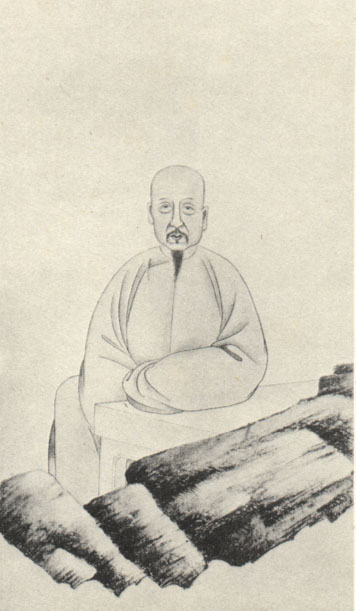
《清代學者像傳》第二集之曹貞吉像

曹贞吉（1634年—1698年），字升六，号实庵，山東安丘县城东关（今山东省安丘市）人。清代政治人物、诗词家。

## 生平
外祖父刘正宗。曹申吉之兄。崇祯七年（1634年）正月二十二日出生于山东安丘县莲池里，九歲其父曹复植去世。從外祖父刘正宗学诗，有文采，顺治十年（1653年）成为廪生。康熙二年（1662年）乡试解元，康熙三年進士，四年家居守丧。康熙九年（1670年）任内阁中书，康熙十二年（1672年）受弟弟曹申吉逆附吳三桂牵连，不得升遷達十餘年，康熙二十四年（1685年）出任徽州府同知。康熙三十一年遷户部员外郎，歷官礼部郎中、湖广提学佥事等。康熙三十五年（1696年）歲末，调任湖广学政，以膝疾未赴。康熙三十八年（1698年）十一月初四日卒於鄉里。

## 著作
初以诗名世，後轉填词，以南宋吳文英为宗，陈维崧评其《白莲》一首说：“欲呼先生作曹白莲矣。”与嘉善诗人曹尔堪并称为“南北二曹”，王士禛选宋琬、田雯、王又旦、颜光敏、丁澎、曹禾、汪懋麟與曹贞吉等十人之诗为《十子诗略》，是為“金台十子”。作品《珂雪词》选入《四库全书》，《四库提要》说：“其词大抵丰华掩映，寄托遥深”。

## 家族
祖父曹铨，官光禄寺署丞，父曹复植，诸生，早亡。弟曹申吉。
有子曹湛。